# Jasa
Jasa (aragónul Chasa) település Spanyolországban, Huesca tartományban. Jasa Aragüés del Puerto és Aísa községekkel határos. Lakosainak száma 94 fő (2024).

## Népesség
A település népessége az utóbbi években az alábbiak szerint változott:
| Lakosok száma | 123  | 128  | 124  | 125  | 113  | 111  | 98   | 92   | 94   | 94   |
|               | 2001 | 2004 | 2006 | 2009 | 2011 | 2014 | 2016 | 2019 | 2021 | 2024 |